# FinanzArchiv
Das FinanzArchiv (abgekürzt: FA) ist eine vierteljährlich erscheinende wirtschaftswissenschaftliche Fachzeitschrift. Verlegt wird sie im Mohr Siebeck Verlag in Tübingen. 

## Allgemeines
Sie wurde 1884 gegründet und ist die älteste Fachzeitschrift im Bereich Öffentliche Finanzen. Damit ist das FinanzArchiv eine der weltweit ältesten Fachzeitschriften für Finanzwissenschaft. Veröffentlicht werden Beiträge zu allen finanzwissenschaftlichen Themen von internationaler Relevanz wie etwa Steuern, Staatsverschuldung, öffentliche Güter, Public Choice, Föderalismus, Marktversagen, Sozialpolitik und Sozialstaatlichkeit. Ein berühmter Aufsatz, der eine breite Diskussion ausgelöst hatte, war der 1953 von Carl Föhl erschienene Beitrag über das von ihm entwickelte Steuerparadoxon. Föhl selbst nahm zu der Kritik drei Jahre später Stellung.
Seit 2000 ist die Zeitschrift komplett englischsprachig.

## Herausgeber
Erster Herausgeber war Georg von Schanz, der die Zeitschrift bis zu seinem Tod im Jahre 1931 leitete. Derzeitige Herausgeber sind Katherine Cuff, Ronnie Schöb und Alfons J. Weichenrieder.

## Digitalisierung
Alle Jahrgänge bis Band 59 (2002/2003) liegen bei DigiZeitschriften in elektronischer Form vor. Ab Band 57 (2000) ist die Zeitschrift in der Datenbank IngentaConnect enthalten und im Rahmen einer Nationallizenz in Deutschland zugänglich.